# Иво Тренчев
Иво Кирилов Тренчев е български футболист, защитник и треньор по футбол.
Той е играещ старши треньор в „Перун“ (2011 – 2012), става най-младия български треньор на отбор в елита – само на 33 години е, когато води ПФК „Пирин“ (Благоевград) в двубой срещу ПФК ЦСКА (София). Назначен е за старши треньор на Аматьорския национален отбор по футбол на България през 2016 г.

## Футболист
Юноша е на ФК „Вихрен“ (Сандански) и ФК „Пирин“ (Благоевград). Остава в ПФК „Пирин“, с който подписва първия си професионален договор през 1994 г. Той е сред малкото футболисти, които са играли за водещите 4 столични клуба. Прекратява кариерата си на футболист пак в ПФК „Пирин“ (Благоевград) през 2012 г., с над 300 изиграни двубоя в официални срещи.

В дългогодишната си кариера на състезател Тренчев е играл в редица тимове в България, Китай и Русия:
- 1994 – 1997: „Пирин“ (Благоевград)
- 1997 – 1999: „Славия“ (София)
- 1999 – 2001: ЦСКА (София)
- 2001 – 2002: „Левски“ (София)
- 2002 – 2003: „Спартак“ (Варна)
- 2003: „Шънси Гуоли“ (Сиан, Китай)
- 2004: „Терек“ (Грозни, Русия)
- 2004 – 2005: „Локомотив“ (София)
- 2006 – 2008: „Хънан Дзяне“ (Джънджоу, Китай)
- 2008: „Локомотив“ (Мездра)
- 2009 – 2010: „Септември“ (Симитли)
- 2011: „Перун“ (Кресна)
- 2012: „Пирин“ (Благоевград)

## Треньор
Като треньор Тренчев е водил отбори в България и Китай:
- 2011 – 2012: „Перун“ (Кресна)
- 2013 – 2015: „Пирин“ (Благоевград)[3],
- 2015: „Монтана“ (Монтана)
- 2016: Национален аматьорски отбор[2]
- 2016 – 2017: „Септември“ (Симитли)[4]
- 2018 – 2019: „Беласица“ (Петрич)[5]
- 2020 – …: „Септември“ (Симитли)[4]